# 洪如鐘
洪如鍾（1587年5月13日—？），號學海，陕西漢中府南鄭縣民籍四川内江縣人。

## 生平
丁亥年四月初七日生，萬曆四十年（1612年）壬子科陕西鄉試舉人，萬曆四十四年（1616年）丙辰科廷試三甲二十五名進士。工部觀政，授湖廣襄陽府推官，四十六年本省同考，天啓元年江西同考。二年行取考选，三年升雲南道監察御史，四年管城工，差太仓银库，五年巡视山海关。天启六年五月，升為太僕寺少卿。七年五月，升为太仆寺卿，管东路马政。崇禎元年三月，升光祿寺卿。五月陞都察院右副都御史、巡撫湖廣等處地方提督軍務。崇祯三年革职。

## 家族
曾祖洪諮，縣丞。祖洪仕傑。父洪珠，府學廪生。母黄氏。兄如宇。子口麟、石麟、紱麟。